# Rumoi subprefektur
Rumoi (japanska: 留萌振興局?, Rumoi-shinkō-kyoku) är ett förvaltningsområde (subprefektur) i Hokkaido prefektur i Japan. Området ligger längs Japanska havet på nordvästra Hokkaido runt staden Rumoi. Det omfattar en stad och sju landskommuner. Landskommunerna är grupperade i fyra distrikt, men dessa har ingen administrativ funktion utan fungerar i huvudsak som postadressområden. 

## Administrativ indelning
| Namn        | Namn     | Areal (km²) | Folkmängd (2022) | Distrikt       | Typ                  |
| Romaji      | Kanji    | Areal (km²) | Folkmängd (2022) | Distrikt       | Typ                  |
| ----------- | -------- | ----------- | ---------------- | -------------- | -------------------- |
| Enbetsu     | 遠別町   | 590,80      | 2 409            | Teshio         | Landskommun (köping) |
| Haboro      | 羽幌町   | 472,65      | 6 260            | Tomamae        | Landskommun (köping) |
| Mashike     | 増毛町   | 369,72      | 3 659            | Mashike        | Landskommun (köping) |
| Obira       | 小平町   | 627,22      | 2 866            | Rumoi          | Landskommun (köping) |
| Rumoi       | 留萌市   | 297,84      | 19 099           | inget distrikt | Stad                 |
| Shosanbetsu | 初山別村 | 279,52      | 1 026            | Tomamae        | Landskommun (by)     |
| Teshio      | 天塩町   | 353,56      | 2 797            | Teshio         | Landskommun (köping) |
| Tomamae     | 苫前町   | 454,60      | 2 792            | Tomamae        | Landskommun (köping) |

1. 1 2  En del av Teshio distrikt ligger i Sōya subprefektur.